# Arothron inconditus
Arothron inconditus е вид лъчеперка от семейство Tetraodontidae. Видът е уязвим и сериозно застрашен от изчезване.

## Разпространение и местообитание
Разпространен е в Южна Африка.
Среща се на дълбочина от 29 до 97 m.

## Описание
На дължина достигат до 40 cm.